# King ov Hell
Tom Cato Visnes (n. 27 noiembrie 1974), mai bine cunoscut sub numele de scenă King ov Hell, a fost basistul formației norvegiene de black metal Gorgoroth. În prezent King ov Hell face parte din formația God Seed.

## Biografie
King ov Hell și-a început cariera muzicală în 1999, la vârsta de 25 ani. În acest an el s-a alăturat formației Gorgoroth. În 2002 King împreună cu alți muzicieni au înființat formația Audrey Horne (hard rock); cinci ani mai târziu, în 2007, King a părăsit formația. În 2004 King împreună Kvitrafn și alți muzicieni au înființat formația Sahg (doom metal); opt ani mai târziu, în 2012, King a părăsit formația. Tot în 2004, în urma unui concert care a avut loc în Cracovia, Polonia, membrii Gorgoroth, inclusiv King, au fost acuzați de "ofensarea sentimentului religios" (considerată infracțiune în Polonia) și rele tratamente aplicate animalelor. În 2005 King împreună cu Abbath Doom Occulta, Demonaz Doom Occulta, Armagedda (toți trei de la Immortal) și Ice Dale (de la Enslaved) au înființat formația I. Tot în 2005 King împreună cu Kvitrafn, care părăsise Gorgoroth un an mai devreme, au înființat formația Jotunspor. În 2006 King a părăsit Gorgoroth din cauza faptului că nu era de acord cu unele aspecte ideologice ale formației; un an mai târziu, în 2007, King a revenit în Gorgoroth.
În octombrie 2007 King ov Hell și Gaahl l-au concediat pe Infernus din Gorgoroth, motivul fiind lipsa de implicare a acestuia în efortul creativ al formației. În decembrie 2007 autoritățile norvegiene au acordat dreptul de utilizare al numelui și logo-ului Gorgoroth lui King și Gaahl. Infernus a atacat în justiție această decizie. În locul lui Infernus a venit Teloch, iar în cursul anului 2008 formația a concertat în această formulă în diverse locații; în acest timp Infernus recruta muzicieni pentru a-i înlocui pe King și Gaahl în propria versiune a formației. În martie 2009 justiția a decis că proprietarul de drept al numelui și logo-ului Gorgoroth este Infernus. În plus s-a decis și faptul că, prin încercarea de a-l concedia pe Infernus din formație, King și Gaahl s-au concediat de fapt pe ei înșiși.
În aceeași lună cei doi au ales numele God Seed pentru noua lor formație, dar au continuat să interpreteze melodii din repertoriul Gorgoroth. În iunie 2009 God Seed a participat la festivalul Hellfest din Clisson; două luni mai târziu, în august 2009, Gaahl a anunțat că se retrage din formație și din muzică în general. Ca urmare a acestei decizii, King a fost forțat să anuleze lansarea albumului la care lucrase împreună cu Gaahl. În octombrie 2009 King împreună cu Shagrath (de la Dimmu Borgir) au înființat formația Ov Hell, iar în februarie 2010 a avut loc lansarea albumului de debut The Underworld Regime; inițial albumul a fost compus pentru Gorgoroth, ulterior pentru God Seed, iar în final a fost lansat sub titulatura Ov Hell.
În ianuarie 2012 a avut loc lansarea primului material discografic al formației God Seed, un album live înregistrat în cadrul festivalului Wacken Open Air din 2008, când formația încă se numea Gorgoroth. În martie 2012 a fost dezvăluit faptul că Gaahl a revenit în God Seed, iar formația a început înregistrările pentru primul album de studio.În octombrie 2012 a avut loc lansarea albumului de debut God Seed, intitulat sugestiv I Begin.
King ov Hell are un fiu, Trym Hartmark Visnes; e interesant de menționat faptul că acesta cântă pe melodia "Bloodline" de pe albumul I Begin, dar, de fapt, respectiva melodie e predominant ambientală. King ov Hell a lucrat ca profesor până în 2008.

## Discografie
cu Gorgoroth
- Incipit Satan (Album de studio) (2000)
- Twilight of the Idols (In Conspiracy with Satan) (Album de studio) (2003)
- Ad Majorem Sathanas Gloriam (Album de studio) (2006)

cu Audrey Horne
- Confessions & Alcohol (EP) (2005)
- No Hay Banda (Album de studio) (2005)

cu Sahg
- I (Album de studio) (2006)
- II (Album de studio) (2008)
- III (Album de studio) (2010)

cu I
- Between Two Worlds (Album de studio) (2006)

cu Jotunspor
- Gleipnirs Smeder (Album de studio) (2006)

cu God Seed
- Live at Wacken (Album live) (2012)
- I Begin (Album de studio) (2012)

cu Ov Hell
- The Underworld Regime (Album de studio) (2010)